# Дзялинь (Куявсько-Поморське воєводство)
Дзялинь (пол. Działyń) — село в Польщі, у гміні Збуйно Ґолюбсько-Добжинського повіту Куявсько-Поморського воєводства.
Населення — 778 осіб (2011).
У 1975-1998 роках село належало до Влоцлавського воєводства.

## Демографія
Демографічна структура станом на 31 березня 2011 року:
|          | Загалом | Допрацездатний вік | Працездатний вік | Постпрацездатний вік |
| -------- | ------- | ------------------ | ---------------- | -------------------- |
| Чоловіки | 413     | 105                | 251              | 57                   |
| Жінки    | 365     | 69                 | 198              | 98                   |
| Разом    | 778     | 174                | 449              | 155                  |